# San Vicente (Mariany Północne)
San Vicente – miasto w Marianach Północnych, na wyspie Saipan; według danych szacunkowych na rok 2009 liczy 5 814 mieszkańców. Ośrodek turystyczny. Trzecie co do wielkości miasto kraju.